# Halflife (EP)
Halflife es el segundo EP de la banda italiana Lacuna Coil. Fue grabado en enero del 2000, y lanzado después en ese mismo año. La producción estuvo a cargo de la discográfica Century Media.

## Lista de canciones
| Halflife EP |                               |          |  |
| N.º         | Título                        | Duración |  |
| 1.          | «Halflife»                    | 5:01     |  |
| 2.          | «Trance Awake» (instrumental) | 2:00     |  |
| 3.          | «Senzafine»                   | 3:53     |  |
| 4.          | «Hyperfast»                   | 4:57     |  |
| 5.          | «Stars» (Dubstar cover)       | 4:37     |  |
| 20:28       |                               |          |  |

- Datos: Q1931125